# Otto-Christoph Götze
Otto-Christoph Götze (* 13. März 1927 in Merseburg; † 12. Januar 1987) war ein deutscher Politiker der DDR-Blockpartei National-Demokratische Partei Deutschlands (NDPD).
Götze war Dachdeckermeister und Vorsitzender der PGH „Ausbau“ Merseburg. Er trat der NDPD bei. Von 1986 bis zu seinem Tod 1987 war Götze Mitglied der NDPD-Fraktion in der Volkskammer. Für ihn rückte Hans-Jürgen Ehricht nach. 